# Kirseberg
Kirseberg er en bydel i Malmø i Skåne. I Kirseberg bor der cirka 13.800 personer. Byggeriet er varierende med en overvejende del lejlighedsbebyggelse og en mindre del huse.